# Élections à l'Assemblée de Madrid de 1983
Les élections à l'Assemblée de Madrid de 1983 (en espagnol : Elecciones a la Asamblea de Madrid de 1983) se sont tenues le dimanche 8 mai 1983, afin d'élire les quatre-vingt-quatorze députés de la première législature de l'Assemblée de Madrid.
Le scrutin a été remporté par la Fédération socialiste madrilène-PSOE, avec la majorité absolue en voix et en sièges.

## Contexte
Depuis la fin du franquisme, la province de Madrid est un territoire modéré, dominé par les centristes et les socialistes.
Ainsi, aux élections constituantes du 15 juin 1977, l'Union du centre démocratique (UCD) réalise un score de 31,9 %, quasiment à égalité avec le Parti socialiste ouvrier espagnol (PSOE), qui remporte 31,7 %. De ce fait, tous deux obtiennent 11 députés sur 32 au Congrès des députés.
La situation s'inverse à l'occasion des élections législatives du 1er mars 1979, qui voient le PSOE l'emporter avec 33,3 %, soit 0,2 points de plus que l'UCD. Chacun recueille ainsi 12 élus sur les 32 à pourvoir. Le Parti communiste d'Espagne (PCE) parvient à établir un bon résultat, puisqu'il franchit la barre symbolique des 10 % avec un total de 13,4 % des voix et 4 députés.
Les municipales du 3 avril 1979 confirment la situation. La Fédération socialiste madrilène-PSOE (FSM-PSOE) y récolte 38,8 % des suffrages exprimés, se plaçant en tête avec trois points d'avance sur les centristes ; les deux obtiennent d'ailleurs 25 sièges sur 59 au conseil municipal de Madrid. Classé troisième avec 16,8 % des voix, le PCE confirme l'ancrage à gauche de la province de Madrid, et ses 9 élus dans la capitale espagnole permet l'élection d'un maire socialiste.
À l'occasion des élections législatives anticipées du 28 octobre 1982, le PSOE obtient 52,1 % des suffrages, tandis que le PCE s'effondre à 5 % et l'UCD à 3,4 %. La coalition Alliance populaire-Parti démocrate populaire (AP-PDP), avec 32,3 %, se révèle comme la nouvelle force de centre-droit.
Le 1er mars 1983 est publié au Bulletin officiel de l'État (BOE) la loi organique portant statut d'autonomie de la communauté de Madrid, confirmant son détachement de la Nouvelle-Castille.

## Mode de scrutin
L'Assemblée de Madrid (en espagnol : Asamblea de Madrid) se compose de 94 députés, élus pour un mandat de quatre ans au suffrage universel direct, suivant le scrutin proportionnel à la plus forte moyenne d'Hondt. Le nombre d'élus n'est pas fixe puisque le statut d'autonomie prévoit que chaque député représente 50 000 habitants.
La communauté de Madrid constitue une circonscription unique. Seules les forces politiques – partis, coalitions, indépendants – ayant remporté au moins 5 % des suffrages exprimés au niveau du territoire régional participent à la répartition des sièges.

## Campagne

### Partis et têtes de liste
| Formation politique | Formation politique                                                       | Tête de liste                                           | Idéologie                                                      |
| ------------------- | ------------------------------------------------------------------------- | ------------------------------------------------------- | -------------------------------------------------------------- |
|                     | Fédération socialiste madrilène-PSOE Federación Socialista Madrileña-PSOE | Joaquín Leguina (Adjoint au maire de Madrid)            | Centre gauche Social-démocratie, progressisme                  |
|                     | Fédération des partis AP-PDP-UL Federación de Partidos AP-PDP-UL          | Luis Guillermo Perinat                                  | Centre droit Conservatisme, démocratie chrétienne, libéralisme |
|                     | Parti communiste d'Espagne Partido Comunista de España                    | Lorenzo Hernández (1er vice-président de la députation) | Gauche Communisme, républicanisme                              |

## Résultats

### Scores
| Inscrits                                        | Inscrits                 | Inscrits                 | 3 381 610 |             |                      |                      |
| Abstentions                                     | Abstentions              | Abstentions              | 1 024 685 | 30,3 %      |                      |                      |
| Votants                                         | Votants                  | Votants                  | 2 356 925 | 69,7 %      |                      |                      |
|                                                 |                          |                          |           |             |                      |                      |
| Bulletins enregistrés                           | Bulletins enregistrés    | Bulletins enregistrés    | 2 356 925 |             |                      |                      |
| Bulletins blancs ou nuls                        | Bulletins blancs ou nuls | Bulletins blancs ou nuls | 30 535    | 1,3 %       |                      |                      |
| Suffrages exprimés                              | Suffrages exprimés       | Suffrages exprimés       | 2 326 390 | 98,7 %      | 94 sièges à pourvoir | 94 sièges à pourvoir |
|                                                 |                          |                          |           |             |                      |                      |
| Liste                                           | Tête de liste            |                          | Suffrages | Pourcentage | Sièges acquis        | Var.                 |
| Fédération socialiste madrilène-PSOE (FSM-PSOE) | Joaquín Leguina          |                          | 1 181 277 | 50,78 %     | 51 / 94              |                      |
| Fédération des partis AP-PDP-UL (AP-PDP-UL)     | Luis Guillermo Perinat   |                          | 798 353   | 34,32 %     | 34 / 94              |                      |
| Parti communiste d'Espagne (PCE)                | Lorenzo Hernández        |                          | 207 058   | 8,9 %       | 9 / 94               |                      |
| Autres listes                                   | Néant                    |                          | 139 702   | 6,01 %      | 0 / 94               |                      |

### Analyse
En remportant près de 51 % des voix et 54 % des sièges à pourvoir, la Fédération socialiste madrilène-PSOE confirme son emprise sur la communauté de Madrid. La FSM-PSOE devance ainsi de plus de quinze points la Fédération des partis AP-PDP-UL, qui prend la place de la défunte Union du centre démocratique dans la région. La gauche dans son ensemble est nettement majoritaire, puisque le Parti communiste d'Espagne, qui redresse la barre après les élections générales d'octobre 1982, remporte 10 % des parlementaires. À noter la bonne performance du Centre démocratique et social, fondé par des dissidents de l'UCD, qui échoue à passer la barre des 5 %, nécessaire pour siéger à l'Assemblée de Madrid.

### Conséquences
Le 14 juin suivant, le socialiste Joaquín Leguina, 42 ans, secrétaire général de la FSM-PSOE et adjoint aux Finances à la mairie de Madrid, est investi président de la communauté de Madrid, par 51 voix contre 33 et 8 abstentions.